# Новомарьясово
Новомарьясово — село в северной части Орджоникидзевского района Хакасии недалеко от административной границы, отделяющей Республику Хакасия от Красноярского края.
Число хозяйств — 417

## История

### Основание села
Село основано приблизительно в 1650 на правом берегу реки Чулым. 
"Н.П. Ратков рассказывает, что их дом был построен в 1731 году. Эта дата была написана на потолочной балке. Таким образом, по его мнению, село Новомарьясово было основано в 1650-1660 году."
Название связано с тем, что на левом берегу Чулыма находилось село Старо-Марьясово, основанное первыми поселенцами Марьясовыми. До переселения Марьясовых деревня Новомарьясово называлась д. Букашкина, достоверных данных об этом не найдено. Еще предстоит выяснить, кто был Букашкин, который основал населенный пункт.

### Быт и культура
Исконным занятием местных жителей было скотоводство, максимально приспособленное к местным природным условиям. Разводили большей частью лошадей, крупный рогатый скот, овец.
Лошади круглый год паслись в степи и горах на подножном корме. Крупный рогатый скот летом был на выпасе под присмотром пастухов, зимой содержался в тёплых хлевах. Овцы мясной породы, с плотной шкурой и жёсткой чёрной шерстью, были хорошо приспособлены к суровым зимним условиям Хакасии. Отары овец круглый год содержались на подножном корме.
В XVIII-XIX веках значительное место в хозяйстве хакасов занимала охота, являвшаяся чисто мужской профессией. «Таежничать» обычно уходили группами по несколько человек. Охота была суровым и не лёгким трудом.
Также в XVIII веке было распространено рыболовство, прочно вошедшее в быт к XIX веку. В основном добывали щуку, карасей, сорогу.
Достаток семей, заключался в обилии скота. Хозяин у которого численность коров достигала 100 голов, овец 150 голов, лошадей 25 голов, считался зажиточным. Семьи, имевшие на дворе 3 головы крупного рогатого скота, 2 коней, считались бедными, они не могли сами возделывать землю и нанимались к богатым. 

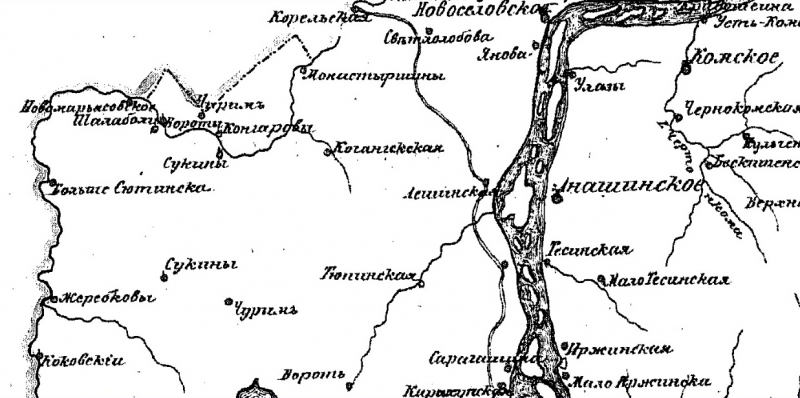
Село Новомарьясово на карте 1865 года

Обработка земли велась примитивными орудиями труда. Бедняки пахали деревянной сохой, богачи имели железный плуги. Сеяли пшеницу и овес только для себя. Если оставались лишки зерна, их обменивали у купцов на товар. Зажиточные жители держали наемных работников. В качестве оплаты за труд, работников кормили и одевали, давали кров здесь же у хозяина.
Повседневные мужские штаны (брюки) шились из темной хлопчатобумажной ткани, а праздничные из плиса. Мужская верхняя одежда обязательно подпоясывалась кушаками. Зимой носили овечьи шубы. Носили круглые овчинные шапки, рысьи малахаи, а по праздникам бобровые, собольи норковые. Женщины зимой красовались в праздничных шапках из меха выдры или бобра.
Со второй половины XIX века в эти места завезли картофель, сразу же ставший одним из важных продуктов питания. Появилось множество разнообразных блюд из него.
Все надворные постройки строились из дерева. Заборы плели из тальника, крыши сараев крыли соломой.
В каждом доме обязательным был стол, вокруг него лавки-скамейки, сундуки для хранения одежды и ценностей. Спали на нарах и лавках. Стелили овечьи шкуры и мешковины, набитые соломой. Полы, стены и утварь не красились, все мылось и скоблилось во время уборки. 
Зимой бедным крестьянам приходилось зарабатывать. Они нанимались работниками в более зажиточные семьи, где ухаживали за скотом, выделывали шкуры, шили шубы, полушубки, шубейки, сапоги, плели веревки из конопли.
Семьи в основном были многодетными, от 5 до 15 детей. Женщина в семье играла большую роль. Она рожала детей и ухаживала за ними. Также женщины занимались приготовлением пищи, обшивали и одевали семью, помогали хозяйству, вели все домашние дела. В состоятельных семьях дети получали образование, а дети бедняков оставались неграмотными. У всех детей в семье имелись свои дела и обязанности. Старшие всегда ухаживали за младшими. В качестве наказания за провинности детей били плетью и ставили в угол на несколько часов. Выросшие сыновья женились и оставались с родителями. Спали все в одной комнате, отделяясь друг от друга ситцевой ширмой.
Магазинов не было. Товары в деревню привозили купцы. В 1908 году один из них была открыта первая лавка. На 2018 год в селе имеется 6 магазинов.
Больных лечили знахари и колдуны, поэтому многие умирали. Первая больница была открыта в 1929 году.
Развлечения молодежи состояли в том, что молодые люди снимали у кого-нибудь комнату, где собирались по вечерам, пели, танцевали и плясали под балалайку. По праздникам обязательно все ходили в церковь.

## Население
| 2002 | 2010 |
| ---- | ---- |
| 1153 | ↘958 |

## Физико-географическая характеристика

### Ландшафт
С юго-востока по запад село окружено горами, покрытыми лесом (в основном представленном березой, лиственницей, осиной). С северо-западной стороны простираются луга. В трёх километрах от села в том же направлении протекает река Чулым. Вокруг села находятся совхозные поля, обширные степные и горные пастбища.

### Рельеф
Новомарьясово расположено в западной части Чулымо-Енисейской котловины.

### Климат
Резко континентальный. Лето жаркое и сухое. В то же время зима холодная.

## Инфраструктура

### Церковь

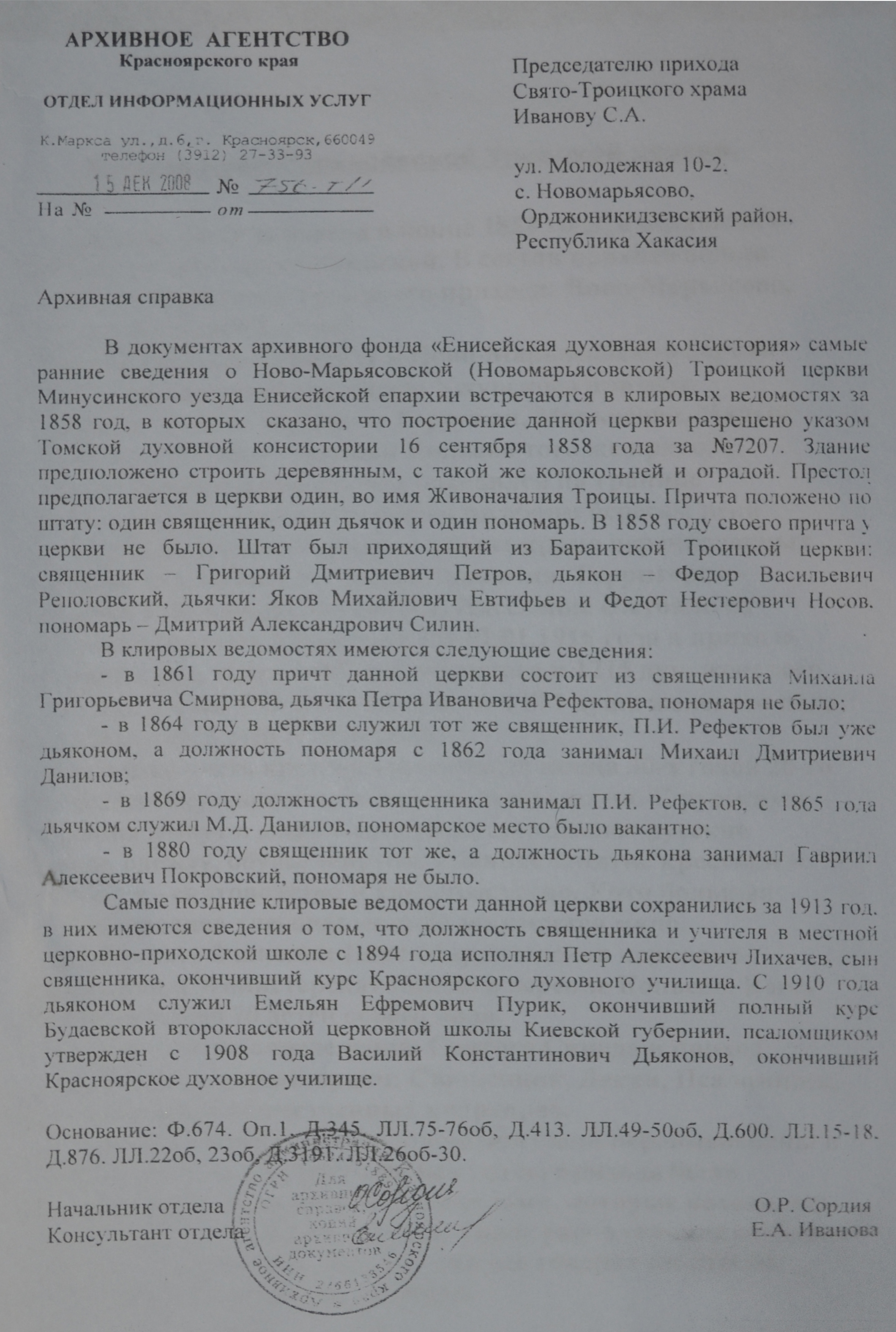
История церкви

Церковь была заложена в конце 1858 года, освящена в 1863 году вместе с Букашкинской. В состав прихода вошли деревни от  Бараитского-Троицкого прихода: Новомарьясово, Когунек, Большой сютик.

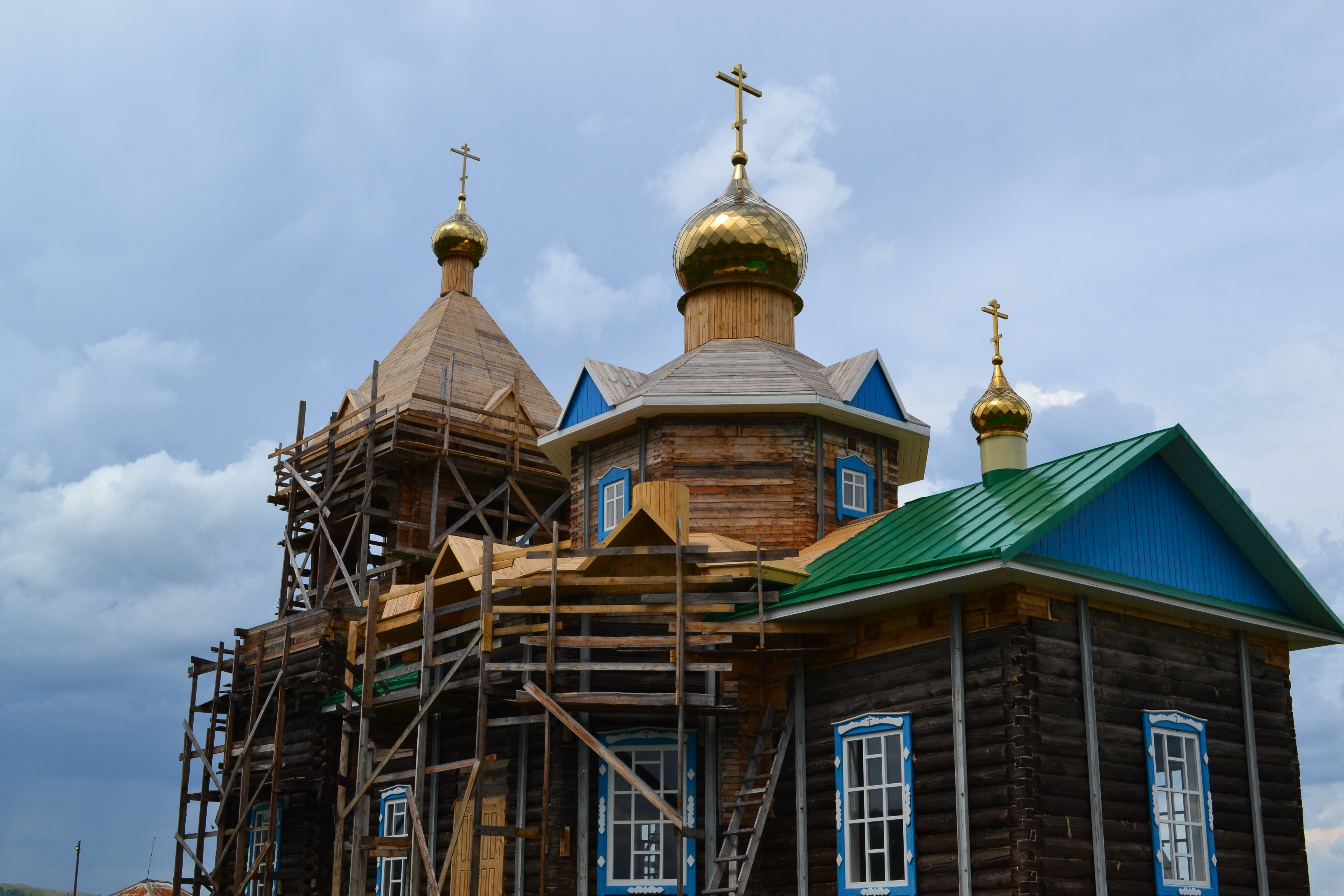
Реставрация на момент 2016 года

После открытия прихода к Новомарьясовской церкви захотели приписаться крестьяне Ужурского прихода Ачинского уезда из деревень: Тургужан, Марьясово, Малый Сютик, а в 1910 году — деревни Копьево того же прихода.
Новомарьясовкий приход находился на границе Минусинского и Ачинского уездов по обоим берегам реки Чулым. В состав прихода входят кроме перечисленных поселков: 13 улусов и Учумская экономика. Территория примерно 1400 квадратных верст. Население состояло из крестьян и оседлых инородцев. На 01.01.1916 года в приходе значилось: крестьян — 2681 человек, инородцев — 1624 человек.
До конца 30-х годов XX века, большая часть крестьян прихода, была представлена обрусевшими кочевыми инородцами. 

### Больница
Первая больница была открыта в 1929 г. До этого, здание будущей больницы, использовалась как школа.

### Школа

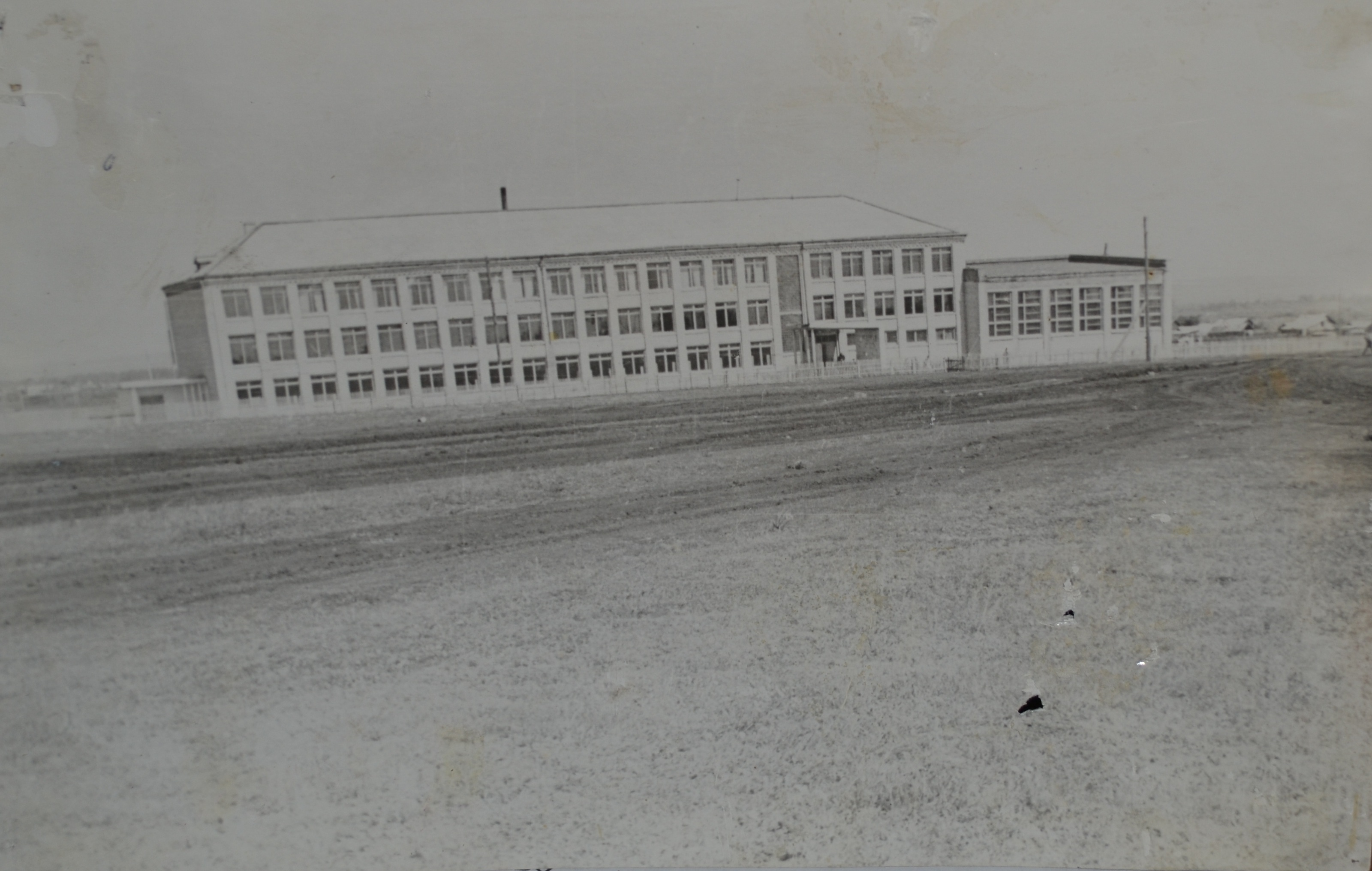
Здание школы основано в 1971 году, и продолжает давать знания и по сей день.

До 1867 года дети из знатных семей, обучались у церковного дьякона на дому. В 1867 году при церкви была построена школа с трехлетним курсом обучения. Преподавание велось дьяконом и учителем. Дети бедняков в школе не обучались.
В 1935 открылась семилетняя школа, но учебников ещё не было. Учащихся в школе насчитывалось около 50 человек. В 1940 начала работать средняя школа. В 1948-1949 учебном году в школе обучался 61 ученик. Через 10 лет число учеников выросло до 294, а ещё через 10 лет их уже насчитывалось 535.
В 1971 году было построено трёх этажное здание школы. Затем, при территории школы, был воздвигнут интернат для детей из отдаленных сёл (Когунек, Монастырево, Горюново, Конгарово). 

### Совхоз
В 1929 был организован колхоз «Путь Ильича». В колхозе были созданы партийная и комсомольская (ленинская) организация. В 1957 на базе местных колхозов был организован совхоз «Чулымский» — ныне АОЗТ «Чулымское».

## Фотографии Новомарьясова
|  |  |  |  |